# Macrodactylus signatipennis
Macrodactylus signatipennis är en skalbaggsart som beskrevs av Moser 1919. Macrodactylus signatipennis ingår i släktet Macrodactylus och familjen Melolonthidae. Inga underarter finns listade i Catalogue of Life.